# Brescia Calcio 2000-2001
Questa voce raccoglie le informazioni riguardanti il Brescia Calcio nelle competizioni ufficiali della stagione 2000-2001.

## Stagione
Nella stagione 2000-2001 il Brescia disputa il diciassettesimo campionato di Serie A della sua storia. Come allenatore ha ingaggiato Carlo Mazzone. Sul fronte del mercato è da ricordare l'ingaggio del Pallone d'oro 1993 Roberto Baggio, che a fine stagione risulta marcatore di 10 reti. Arrivano, inoltre, il difensore Fabio Petruzzi, il portiere Pavel Srníček, l'attaccante Massimiliano Esposito ed il centrocampista Pierpaolo Bisoli.
L'inizio del campionato non è stato molto incoraggiante: le rondinelle hanno ottenuto tre soli punti nelle prime sette giornate. La prima vittoria giunge all'8ª giornata a Reggio Calabria, dove l'arbitro Collina sospende la partita a pochi minuti dal termine a causa di intemperanze dei tifosi reggini, sul risultato di 3-0 per il Brescia che viene poi omologato. Il Brescia vinse la sua prima partita in casa alla 14ª giornata, battendo per 1-0 il Perugia. Il girone d'andata si è chiuso con la vittoria esterna sul campo del Bari per 1-3, con la squadra in 13ª posizione con 17 punti. 

Da sinistra: il presidente Luigi Corioni presenta il neoacquisto Roberto Baggio.

Nel mercato di gennaio, arrivano a Brescia il centrocampista Jonathan Bachini, l'attaccante Igli Tare e Andrea Pirlo, che tornò al Brescia in prestito dall'Inter. Dalla 24ª giornata, fino termine del campionato, il Brescia mette in fila una serie di 11 risultati utili consecutivi con 6 vittorie e 5 pareggi, tra cui una vittoria casalinga sull'Inter e due pareggi esterni in casa di Juventus e Milan. A fine stagione, la squadra si piazza all'ottavo posto, ottenendo il miglior piazzamento di sempre nella massima serie ed ottenendo la qualificazione alla Coppa Intertoto.
In Coppa Italia, il Brescia ha raggiunto i quarti di finale, eliminando Alzano Virescit, Brescello e Treviso nel girone iniziale, il Vicenza nel secondo turno e la Juventus negli ottavi di finale, venendo eliminato dalla Fiorentina.
Il miglior marcatore della stagione fu Dario Hübner con 24 reti complessive, 17 delle quali segnate in campionato.

## Divise e sponsor
Il fornitore di materiale tecnico per la stagione 2000-2001 fu Garman, mentre lo sponsor ufficiale fu Ristora.
| 1ª divisa | 2ª divisa |

## Organigramma societario
Area direttiva
- Presidente: Luigi Corioni
- Direttore sportivo: Mauro Pederzoli

Area tecnica
- Allenatore: Carlo Mazzone
- Allenatore in 2ª: Leonardo Menichini
- Allenatore Primavera: Luciano De Paola

## Rosa
| N. |                      | Ruolo | Calciatore          |
| -- | -------------------- | ----- | ------------------- |
| 1  | Rep. Ceca (bandiera) | P     | Pavel Srníček       |
| 2  | Italia (bandiera)    | D     | Aimo Diana          |
| 3  | Polonia (bandiera)   | D     | Marek Koźmiński     |
| 4  | Italia (bandiera)    | D     | Fabio Petruzzi      |
| 5  | Italia (bandiera)    | D     | Vittorio Mero       |
| 5  | Italia (bandiera)    | C     | Andrea Pirlo        |
| 6  | Italia (bandiera)    | D     | Alessandro Calori   |
| 7  | Italia (bandiera)    | C     | Pierluigi Orlandini |
| 8  | Italia (bandiera)    | C     | Pierpaolo Bisoli    |
| 9  | Svizzera (bandiera)  | A     | Kubilay Türkyılmaz  |
| 10 | Italia (bandiera)    | A     | Roberto Baggio      |
| 11 | Italia (bandiera)    | A     | Dario Hübner        |
| 12 | Italia (bandiera)    | P     | Luca Castellazzi    |
| 13 | Italia (bandiera)    | D     | Daniele Bonera      |
| 14 | Argentina (bandiera) | C     | Andrés Yllana       |

| N. |                      | Ruolo | Calciatore            |
| -- | -------------------- | ----- | --------------------- |
| 15 | Uruguay (bandiera)   | C     | Alejandro Correa      |
| 16 | Argentina (bandiera) | A     | Raúl Alberto González |
| 17 | Italia (bandiera)    | C     | Emanuele Filippini    |
| 18 | Italia (bandiera)    | C     | Antonio Filippini     |
| 20 | Italia (bandiera)    | A     | Francesco Marino      |
| 21 | Croazia (bandiera)   | C     | Ivan Javorčić         |
| 21 | Italia (bandiera)    | D     | Filippo Galli         |
| 22 | Italia (bandiera)    | P     | Federico Agliardi     |
| 25 | Italia (bandiera)    | A     | Simone Del Nero       |
| 26 | Romania (bandiera)   | A     | Florin Răducioiu      |
| 26 | Italia (bandiera)    | C     | Jonathan Bachini      |
| 27 | Albania (bandiera)   | A     | Igli Tare             |
| 31 | Italia (bandiera)    | A     | Massimiliano Esposito |
| 32 | Italia (bandiera)    | C     | Roberto Guana         |

## Risultati

### Serie A

#### Girone di andata
| Arbitro: | Saccani (Mantova) |

|                                          |           |                      |
| Sosa 2’ Iaquinta 59’ Gargo 82’ Muzzi 84’ | Marcatori | 65’ Bisoli 81’ Diana |

| Brescia 15 ottobre 2000 2ª giornata | Brescia          | 0 – 0 referto | Parma | Stadio Mario Rigamonti (13 291 spett.)\| Arbitro: \| Nucini (Bergamo) \| |
| Arbitro:                            | Nucini (Bergamo) |               |       |                                                                          |

| Arbitro: | Rodomonti (Teramo) |

|            |           |             |
| Hübner 50’ | Marcatori | 70’ Leandro |

| Arbitro: | Farina (Novi Ligure) |

|                            |           |                  |
| S. Inzaghi 34’ (rig.), 79’ | Marcatori | 3’ (rig.) Hübner |

| Arbitro: | Racalbuto (Gallarate) |

|                              |           |                                     |
| Bisoli 22’ Hübner 45’ (rig.) | Marcatori | 12’ Candela 60’, 78’, 90’ Batistuta |

| Arbitro: | Cesari (Genova) |

|                        |           |  |
| Donati 16’ Ventola 90’ | Marcatori |  |

| Brescia 19 novembre 2000 7ª giornata | Brescia              | 0 – 0 referto | Juventus | Stadio Mario Rigamonti (19 353 spett.)\| Arbitro: \| Farina (Novi Ligure) \| |
| Arbitro:                             | Farina (Novi Ligure) |               |          |                                                                              |

| Arbitro: | Collina (Viareggio) |

|  |           |                                      |
|  | Marcatori | 2’ Marino 70’ Calori 83’ M. Esposito |

| Arbitro: | Saccani (Mantova) |

|                            |           |            |
| Bonazzoli 6’ Gilardino 85’ | Marcatori | 90’ Hübner |

| Arbitro: | Bolognino (Milano) |

|           |           |             |
| Diana 31’ | Marcatori | 57’ Pecchia |

| Milano 17 dicembre 2000 11ª giornata | Inter            | 0 – 0 referto | Brescia | Stadio Giuseppe Meazza (49 580 spett.)\| Arbitro: \| Bertini (Arezzo) \| |
| Arbitro:                             | Bertini (Arezzo) |               |         |                                                                          |

| Arbitro: | Castellani (Verona) |

|                        |           |                       |
| Hübner 68’, 77’ (rig.) | Marcatori | 19’, 51’ C. Lucarelli |

| Arbitro: | P. Rossi (Ciampino) |

|               |           |  |
| Locatelli 33’ | Marcatori |  |

| Arbitro: | Borriello (Mantova) |

|            |           |  |
| Yllana 20’ | Marcatori |  |

| Arbitro: | Rodomonti (Teramo) |

|                   |           |           |
| Calori 48’ (aut.) | Marcatori | 3’ Hübner |

| Arbitro: | Farina (Novi Ligure) |

|            |           |              |
| Hübner 48’ | Marcatori | 27’ Bierhoff |

| Arbitro: | Bolognino (Milano) |

|             |           |                          |
| Neqrouz 65’ | Marcatori | 37’ Tare 73’, 86’ Hübner |

#### Girone di ritorno
| Arbitro: | Cassarà (Palermo) |

|                             |           |               |
| Hübner 53’ (rig.), 68’, 79’ | Marcatori | 84’ Margiotta |

| Arbitro: | Borriello (Mantova) |

|                                    |           |  |
| Mboma 55’ Conceição 67’ Júnior 78’ | Marcatori |  |

| Arbitro: | Treossi (Forlì) |

|                      |           |                   |
| Chiesa 23’ Gomes 62’ | Marcatori | 4’, 66’ R. Baggio |

| Arbitro: | Paparesta (Bari) |

|  |           |           |
|  | Marcatori | 59’ Salas |

| Arbitro: | Bolognino (Milano) |

|                                |           |            |
| Assunção 21’ Montella 69’, 89’ | Marcatori | 30’ Yllana |

| Arbitro: | Braschi (Prato) |

|  |           |                          |
|  | Marcatori | 11’, 63’ Ganz 44’ Morfeo |

| Arbitro: | Borriello (Mantova) |

|               |           |               |
| Zambrotta 30’ | Marcatori | 86’ R. Baggio |

| Arbitro: | Cesari (Genova) |

|                                                             |           |  |
| A. Filippini 33’ Petruzzi 48’ R. Baggio 73’ (rig.) Tare 90’ | Marcatori |  |

| Arbitro: | Collina (Viareggio) |

|               |           |  |
| R. Baggio 22’ | Marcatori |  |

| Arbitro: | Rodomonti (Teramo) |

|                    |           |                 |
| Amoruso 47’ (rig.) | Marcatori | 90+2’ R. Baggio |

| Arbitro: | De Santis (Tivoli) |

|                      |           |  |
| R. Baggio 12’ (rig.) | Marcatori |  |

| Arbitro: | Castellani (Verona) |

|  |           |                               |
|  | Marcatori | 5’, 59’, 79’ (rig.) R. Baggio |

| Brescia 13 maggio 2001 30ª giornata | Brescia           | 0 – 0 referto | Bologna | Stadio Mario Rigamonti (17 392 spett.)\| Arbitro: \| Cassarà (Palermo) \| |
| Arbitro:                            | Cassarà (Palermo) |               |         |                                                                           |

| Arbitro: | Rosetti (Torino) |

|                         |           |                        |
| Vryzas 59’ Robbiati 87’ | Marcatori | 45’, 58’ (rig.) Hübner |

| Arbitro: | Nucini (Bergamo) |

|                               |           |             |
| Hübner 10’ (rig.) Bachini 44’ | Marcatori | 87’ Comotto |

| Arbitro: | Rosetti (Torino) |

|               |           |             |
| José Mari 67’ | Marcatori | 69’ Bachini |

| Arbitro: | Rodomonti (Teramo) |

|                          |           |           |
| Tare 12’, 36’ Hübner 65’ | Marcatori | 10’ Poggi |

### Coppa Italia

#### Fase a gironi
| Arbitro: | Bonfrisco (Monza) |

|            |           |  |
| Hübner 47’ | Marcatori |  |

| Arbitro: | Castellani (Verona) |

|  |           |                   |
|  | Marcatori | 60’ (rig.) Hübner |

| Arbitro: | Fausti (Milano) |

|                   |           |                        |
| Hübner 75’ (rig.) | Marcatori | 22’ M. Sala 30’ Grossi |

#### Secondo turno
| Arbitro: | Tombolini (Ancona) |

|                                 |           |                |
| Hübner 40’ Orlandini 77’ (rig.) | Marcatori | 90’ Bernardini |

| Arbitro: | Treossi (Forlì) |

|                                           |                      |                                                       |
| Cardone 11’ Luiso 30’ (rig.)              | Marcatori            | 66’ (rig.) Hübner                                     |
| Longo Zauli Cardone Fattori Luiso Crovari | Tiri di rigore 4 – 5 | E. Filippini Koźmiński Türkyılmaz Calori Hübner Diana |

#### Fase ad eliminazione diretta
| Brescia 16 settembre 2000 Ottavi di finale - andata | Brescia         | 0 – 0 | Juventus | Stadio Mario Rigamonti\| Arbitro: \| Braschi (Prato) \| |
| Arbitro:                                            | Braschi (Prato) |       |          |                                                         |

| Arbitro: | Treossi (Forlì) |

|           |           |                 |
| Conte 22’ | Marcatori | 47’, 73’ Hübner |

| Arbitro: | Pellegrino (Barcellona Pozzo di Gotto) |

|                                                            |           |  |
| Leandro 28’, 64’ Bressan 35’ Chiesa 39’, 57’ Rui Costa 72’ | Marcatori |  |

| Arbitro: | Zaltron (Bassano del Grappa) |

|                                            |           |             |
| Yllana 45’ Orlandini 70’ (rig.) Correa 82’ | Marcatori | 53’ Leandro |

## Statistiche

### Statistiche di squadra
| Competizione | Punti | In casa | In casa | In casa | In casa | In casa | In casa | In trasferta | In trasferta | In trasferta | In trasferta | In trasferta | In trasferta | Totale | Totale | Totale | Totale | Totale | Totale | DR |
| Competizione | Punti | G       | V       | N       | P       | Gf      | Gs      | G            | V            | N            | P            | Gf           | Gs           | G      | V      | N      | P      | Gf     | Gs     | DR |
| ------------ | ----- | ------- | ------- | ------- | ------- | ------- | ------- | ------------ | ------------ | ------------ | ------------ | ------------ | ------------ | ------ | ------ | ------ | ------ | ------ | ------ | -- |
| Serie A      | 44    | 17      | 7       | 7       | 3       | 22      | 16      | 17           | 3            | 7            | 7            | 22           | 26           | 34     | 10     | 14     | 10     | 44     | 42     | +2 |
| Coppa Italia |       | 5       | 3       | 1       | 1       | 8       | 5       | 4            | 2            | 0            | 2            | 4            | 9            | 9      | 5      | 1      | 3      | 12     | 14     | -2 |
| Totale       |       | 22      | 10      | 8       | 4       | 30      | 21      | 21           | 5            | 7            | 9            | 26           | 35           | 43     | 15     | 15     | 13     | 56     | 56     | 0  |

### Statistiche dei giocatori
Fonte:
| Giocatore      | Serie A  | Serie A | Serie A     | Serie A    | Coppa Italia | Coppa Italia | Coppa Italia | Coppa Italia | Totale   | Totale | Totale      | Totale     |
| Giocatore      | Presenze | Reti    | Ammonizioni | Espulsioni | Presenze     | Reti         | Ammonizioni  | Espulsioni   | Presenze | Reti   | Ammonizioni | Espulsioni |
| -------------- | -------- | ------- | ----------- | ---------- | ------------ | ------------ | ------------ | ------------ | -------- | ------ | ----------- | ---------- |
| J. Bachini     | 20       | 2       | ?           | ?          | -            | -            | ?            | ?            | 20       | 2      | ?           | ?          |
| R. Baggio (I)  | 25       | 10      | ?           | ?          | 3            | 0            | ?            | ?            | 28       | 10     | ?           | ?          |
| P. Bisoli      | 32       | 2       | ?           | ?          | 7            | 0            | ?            | ?            | 39       | 2      | ?           | ?          |
| D. Bonera      | 26       | 0       | ?           | ?          | 4            | 0            | ?            | ?            | 30       | 0      | ?           | ?          |
| A. Calori      | 31       | 1       | ?           | ?          | 8            | 0            | ?            | ?            | 39       | 1      | ?           | ?          |
| L. Castellazzi | 9        | -15     | ?           | ?          | 6            | -10          | ?            | ?            | 15       | -25    | ?           | ?          |
| A. Correa      | 4        | 0       | ?           | ?          | 3            | 0            | ?            | ?            | 7        | 0      | ?           | ?          |
| S. Del Nero    | 3        | 0       | ?           | ?          | 4            | 0            | ?            | ?            | 7        | 0      | ?           | ?          |
| A. Diana       | 32       | 2       | ?           | ?          | 7            | 0            | ?            | ?            | 39       | 2      | ?           | ?          |
| M. Esposito    | 19       | 1       | ?           | ?          | 5            | 0            | ?            | ?            | 24       | 1      | ?           | ?          |
| A. Filippini   | 28       | 1       | ?           | ?          | 4            | 0            | ?            | ?            | 32       | 1      | ?           | ?          |
| E. Filippini   | 28       | 0       | ?           | ?          | 6            | 0            | ?            | ?            | 34       | 0      | ?           | ?          |
| F. Galli       | 23       | 0       | ?           | ?          | 3            | 0            | ?            | ?            | 26       | 0      | ?           | ?          |
| A. González    | 7        | 0       | ?           | ?          | 8            | 0            | ?            | ?            | 15       | 0      | ?           | ?          |
| R. Guana       | 4        | 0       | ?           | ?          | 1            | 0            | ?            | ?            | 5        | 0      | ?           | ?          |
| D. Hübner      | 31       | 17      | ?           | ?          | 8            | 7            | ?            | ?            | 39       | 24     | ?           | ?          |
| I. Javorčić    | -        | -       | ?           | ?          | 3            | 0            | ?            | ?            | 3        | 0      | ?           | ?          |
| M. Koźmiński   | 15       | 0       | ?           | ?          | 8            | 0            | ?            | ?            | 23       | 0      | ?           | ?          |
| F. Marino      | 11       | 1       | ?           | ?          | 5            | 0            | ?            | ?            | 16       | 1      | ?           | ?          |
| V. Mero        | 2        | 0       | ?           | ?          | 8            | 0            | ?            | ?            | 10       | 0      | ?           | ?          |
| P. Orlandini   | 4        | 0       | ?           | ?          | 7            | 1            | ?            | ?            | 11       | 1      | ?           | ?          |
| F. Petruzzi    | 28       | 1       | ?           | ?          | 7            | 0            | ?            | ?            | 35       | 1      | ?           | ?          |
| A. Pirlo       | 10       | 0       | ?           | ?          | -            | -            | ?            | ?            | 10       | 0      | ?           | ?          |
| F. Răducioiu   | -        | -       | ?           | ?          | 2            | 0            | ?            | ?            | 2        | 0      | ?           | ?          |
| P. Srníček     | 26       | -27     | ?           | ?          | 3            | -3           | ?            | ?            | 29       | -30    | ?           | ?          |
| I. Tare        | 17       | 4       | ?           | ?          | -            | -            | ?            | ?            | 17       | 4      | ?           | ?          |
| K. Türkyılmaz  | 9        | 0       | ?           | ?          | 2            | 0            | ?            | ?            | 11       | 0      | ?           | ?          |
| A. Yllana      | 22       | 2       | ?           | ?          | 2            | 0            | ?            | ?            | 24       | 2      | ?           | ?          |